# Georges Gilles de La Tourette
Pour les articles homonymes, voir Tourette et Tourrette.
Georges Albert Édouard Brutus Gilles de La Tourette, né à Saint-Gervais-les-Trois-Clochers, non loin de Châtellerault dans la Vienne, le 30 octobre 1857 et mort à Prilly (Suisse) le 22 mai 1904, est un médecin neurologue français. Il a laissé son nom à la maladie de Gilles de La Tourette qui se manifeste par des tics.

## Biographie

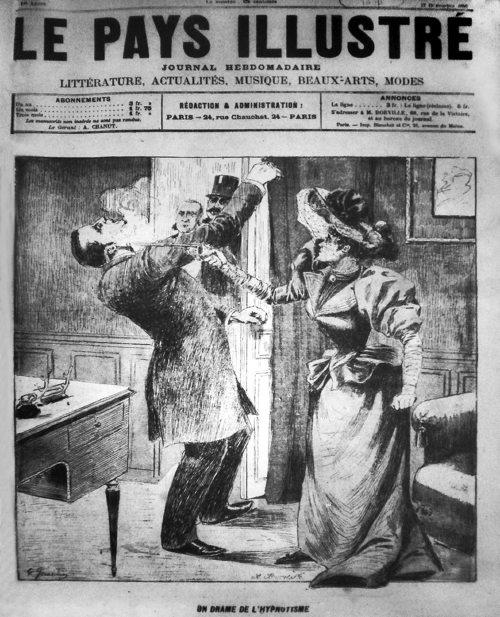
La une de l'hebdomadaire Le Pays Illustré du 9 décembre 1893 : « Un drame de l'hypnotisme », la tentative d'assassinat de Georges Gilles de La Tourette par Mme Kamper, une patiente paranoïaque ancienne pensionnaire de Sainte-Anne.

Fils de Théodore Édouard Gilles de La Tourette (1827-1902), négociant, maire de Moussac-sur-Vienne et suppléant du juge de paix du canton de L'Isle-Jourdain, et de Laetitia Augry des Effes de Laudonnière (1831-1894).
Il fait ses études de médecine à Poitiers, puis devient l'interne de Jean-Martin Charcot à Paris en 1884. Il est ensuite chef de clinique de Charcot de 1887 à 1889, puis agrégé de Fulgence Raymond, le successeur de Charcot à la Salpêtrière.
En 1893, il est blessé à la tête par un coup de feu tiré par une de ses anciennes patientes qui prétendait avoir été hypnotisée contre son gré — ce que Gilles de La Tourette, tout comme les spécialistes modernes de l'hypnose, s'accordent à déclarer impossible[réf. nécessaire]. Ce traumatisme venant s'ajouter au décès récent de son mentor, Charcot, et à celui, survenu dans des circonstances tragiques, de son jeune fils, son humeur s'en ressent. Il commence à osciller entre des accès dépressifs et des accès hypomaniaques, ce qui ne l'empêche pas de donner des conférences publiques sur la littérature, le mesmérisme et le théâtre.
Vers 1902, son état mental s'aggrave et il est démis de son poste. Il est interné dans une clinique psychiatrique à Lausanne, où il meurt le 26 mai 1904. Il est inhumé au cimetière de Loudun.

## Ses principaux travaux

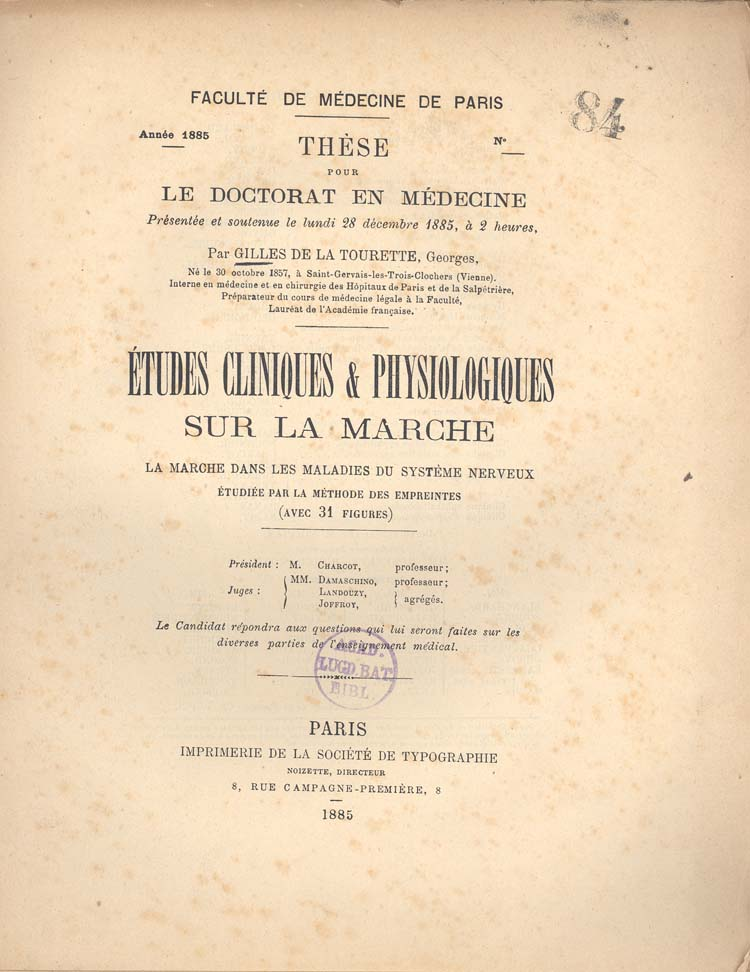
Études cliniques & physiologiques sur la marche. Thèse Paris, 1885.
(Collection Bibl. univ. de Leyde)

Membre de ce que l'on a appelé l'École de la Salpêtrière, il a toujours été imprégné de l'état d'esprit de Charcot, ce que l'on peut voir dans ses écrits, qu'il s'agisse de l'hypnotisme ou de l'hystérie. Il publia un article sur l'hystérie dans l'armée allemande qui rendit furieux Bismarck et un autre sur les mauvaises conditions d'hygiène dans les hôpitaux flottants de la Tamise. En collaboration avec Gabriel Legué, il fit l'analyse des observations faites par sœur Jeanne des Anges sur son propre cas d'hystérie, dont l'origine était son amour non récompensé pour le prêtre Urbain Grandier, lequel fut par la suite accusé de sorcellerie et brûlé vif.
Parmi son abondante production littéraire, on peut retenir celle inspirée par son attachement à sa région natale, ainsi que sa biographie de Théophraste Renaudot, lui aussi médecin natif de Loudun, administrateur des services sociaux et fondateur en 1631 du premier journal français, La Gazette
.
En 1885, il décrit la maladie des tics convulsifs, dite maladie de Gilles de La Tourette.

## Polémiques

### 1889-1890: l'affaire Gouffé
À l'origine se trouve une affaire criminelle qui n'impliquera directement aucun médecin ou praticien d'hypnose. Un huissier, Gouffé, est attiré dans un guet-apens tendu par une femme, Gabrielle Bompard, qui lui passe une cordelette autour du cou. Puis Michel Eyraud, caché derrière les rideaux, vient serrer la corde et le tue.
Les coupables sont arrêtés. Gabrielle Bompard se défend en affirmant avoir agi en état d'hypnose, induit par Michel Eyraud. Un médecin de l'école de Nancy vient expliquer à la barre qu'un crime est possible sous une telle emprise.
D'autres médecins pratiquant l'hypnose et issus de la Salpêtrière (les deux écoles, celle de Nancy et celle du docteur Charcot, s'opposent), viennent affirmer le contraire. Gilles de La Tourette écrit alors un « Épilogue d'un procès célèbre » dans lequel il assoit ses théories sur une décision de justice (condamnation des deux meurtriers).
Pourtant Gilles de La Tourette sait qu'il est possible de tuer sous emprise hypnotique, et il l'écrit lui-même dans « L'hypnotisme et les états analogues du point de vue médico-légal » postérieurement et contradictoirement aux thèses qu'il a soutenues lors du procès.

### 1893: la tentative de meurtre
Une ancienne patiente de Sainte-Anne, Rose Kamper-Lecoq, tente de tuer le docteur Georges Gilles de La Tourette après que celui-ci a refusé de l'indemniser de 50 francs pour l'avoir laissée, après des expériences d'hypnose, dans un état mental déplorable. Elle sort un revolver et tire trois balles.

### 1901: l'affaire Driout
Un sergent de ville, Émile Driout, décède à l'hôpital de la Salpêtrière plusieurs mois après un accident de la circulation, refusant de s'alimenter à la suite du traumatisme. Lors de l'autopsie, le cerveau a été prélevé à la demande de Gilles de La Tourette afin d'étudier les effets de la dénutrition sur cet organe, avec l'accord de la veuve du sergent. La polémique part du fait que le cerveau de Driout a été remplacé par un journal, fait que la presse n'a pas manqué traiter, en l'agrémentant au passage d'accusations calomnieuses, telle l'introduction dans les cavités viscérales de corps étrangers.

## Publications
- L'hypnotisme et les états analogues au point de vue médico-légal [préface de M. le Dr Paul Brouardel], Plon, Nourrit et Cie (Paris), 1887, lire en ligne sur Gallica.
- L'épilogue d'un procès célèbre (Affaire Eyraud - Bompard), Aux bureaux du Progrès médical (Paris), Lecrosnier et Babé. 1891. (Texte intégral.)
- La vie et les œuvres de Théophraste Renaudot, fondateur du journalisme et des consultations charitables, Ed. du Comité (Paris), 1892, 52 p.-[1] f. de pl. : ill. ; in-8, lire en ligne sur Gallica.
- Traité clinique et thérapeutique de l’hystérie d’après l’enseignement de la Salpêtrière, Plon et Nourrit (Paris), 1891, Texte intégral.
- Concours de l'agrégation, 1892. Exposé des titres et travaux scientifiques ; 1 f. manuscrite avec additions 1892-1894. Paris : Typographie de E. Plon, Nourrit et Cie, 1892 - 1894. (Texte intégral.)
- Le traitement de l'ataxie par l'élongation vraie de la moelle, Paris, Rueff et Cie, 1897. (Texte intégral.)
- Leçons de clinique thérapeutique sur les maladies du système nerveux, Paris, 1898.
- Les Actualités médicales. Formes cliniques et traitement des myélites syphilitiques, Paris, 1899.
- « La Maladie des tics convulsifs », in : La semaine médicale, 1899, 19:153-156.

En collaboration
- avec Paul Richer : Hypnotisme, [monographie imprimée extraite du Dictionnaire encyclopédique des sciences médicales] Masson (Paris), Asselin (Paris), 1875-1885, p. 67-132 ; in-8, lire en ligne sur Gallica

## Pour aller plus loin
- Olivier Walusinski, Gilles de la Tourette, beyond the eponym. Oxford University Press. 2019.
- Rickards H., Cavanna AE., Gilles de la Tourette: the man behind the syndrome. J Psychosom 2009;67:4669-74.